# Footwork FA17
Der Footwork FA17 war das Auto, mit dem das Footwork-Team an der Formel-1-Weltmeisterschaft 1996 teilnahm. Gefahren wurde es vom Niederländer Jos Verstappen, der von Simtek kam, und dem Brasilianer Ricardo Rosset, der aus der Formel 3000 kam.

## Entwicklung
Footwork wurde zu Beginn der Saison von Tom Walkinshaw von einem der ursprünglichen Gründer des Arrows-Teams, Jackie Oliver, gekauft. Formel-1-Weltmeisterschaft 1996 wurde daher abgeschrieben, da sich der Fokus des Teams auf Formel-1-Weltmeisterschaft 1997 verlagerte.
Aufgrund mangelnder Entwicklung und mangelnder Leistung des Hart-V8-Motor fiel das Team am Ende der Saison ans Ende der Startaufstellung zurück. Hart hatte geplant, einen V10-Motor zu bauen, verfügte jedoch nicht über ausreichende Mittel. Der Fortschritt wurde zusätzlich durch den Testvertrag des Teams mit Bridgestone behindert. Der japanische Reifenlieferant bereitete sich auf den Einstieg in die F1 im Jahr 1997 vor. Der FA17 war der erste Arrows, den Damon Hill fuhr, als er vor der Saison 1997 für das Team unterschrieb.